# FTTB
FTTB (acronim provenit de la Fiber To The Building) este un termen folosit pentru o rețea de telecomunicații care folosește cabluri de fibră optică de la nodul de distribuție până în interiorul clădirii.